# کودوشلی‌باشوو
کودوشلی‌باشوو (انگلیسی: Kudushlibashevo) یک شهرک در شهرستان کوشنارنکوفسکی جمهوری باشقیرستان در کشور روسیه است.